# Motey-Besuche
Motey-Besuche est une commune française située dans le département de la Haute-Saône, la région culturelle et historique de Franche-Comté et la région administrative Bourgogne-Franche-Comté.

## Géographie

### Climat
Pour des articles plus généraux, voir Climat de la Bourgogne-Franche-Comté et Climat de la Haute-Saône.
En 2010, le climat de la commune est de type climat océanique dégradé des plaines du Centre et du Nord, selon une étude du Centre national de la recherche scientifique s'appuyant sur une série de données couvrant la période 1971-2000. En 2020, Météo-France publie une typologie des climats de la France métropolitaine dans laquelle la commune est exposée à un climat semi-continental et est dans la région climatique  Lorraine, plateau de Langres, Morvan, caractérisée par un hiver rude (1,5 °C), des vents modérés et des brouillards fréquents en automne et hiver. 
Pour la période 1971-2000, la température annuelle moyenne est de 10,6 °C, avec une amplitude thermique annuelle de 17,4 °C. Le cumul annuel moyen de précipitations est de 931 mm, avec 12,9 jours de précipitations en janvier et 8,8 jours en juillet. Pour la période 1991-2020, la température moyenne annuelle observée sur la station météorologique de Météo-France la plus proche, « Cugney », sur la commune de Cugney à 9 km à vol d'oiseau, est de 11,2 °C et le cumul annuel moyen de précipitations est de 958,2 mm. 
La température maximale relevée sur cette station est de 40 °C, atteinte le 31 juillet 2020 ; la température minimale est de −17 °C, atteinte le 20 décembre 2009,,. 
Les paramètres climatiques de la commune ont été estimés pour le milieu du siècle (2041-2070) selon différents scénarios d'émission de gaz à effet de serre à partir des nouvelles projections climatiques de référence DRIAS-2020. Ils sont consultables sur un site dédié publié par Météo-France en novembre 2022.

## Urbanisme

### Typologie
Au 1er janvier 2024, Motey-Besuche est catégorisée commune rurale à habitat dispersé, selon la nouvelle grille communale de densité à sept niveaux définie par l'Insee en 2022.
Elle est située hors unité urbaine. Par ailleurs la commune fait partie de l'aire d'attraction de Besançon, dont elle est une commune de la couronne,. Cette aire, qui regroupe 310 communes, est catégorisée dans les aires de 200 000 à moins de 700 000 habitants,.

### Occupation des sols
L'occupation des sols de la commune, telle qu'elle ressort de la base de données européenne d’occupation biophysique des sols Corine Land Cover (CLC), est marquée par l'importance des territoires agricoles (71,2 % en 2018), une proportion sensiblement équivalente à celle de 1990 (71,8 %). La répartition détaillée en 2018 est la suivante : 
terres arables (46,2 %), prairies (25 %), forêts (23,8 %), zones urbanisées (5 %). L'évolution de l’occupation des sols de la commune et de ses infrastructures peut être observée sur les différentes représentations cartographiques du territoire : la carte de Cassini (XVIIIe siècle), la carte d'état-major (1820-1866) et les cartes ou photos aériennes de l'IGN pour la période actuelle (1950 à aujourd'hui).

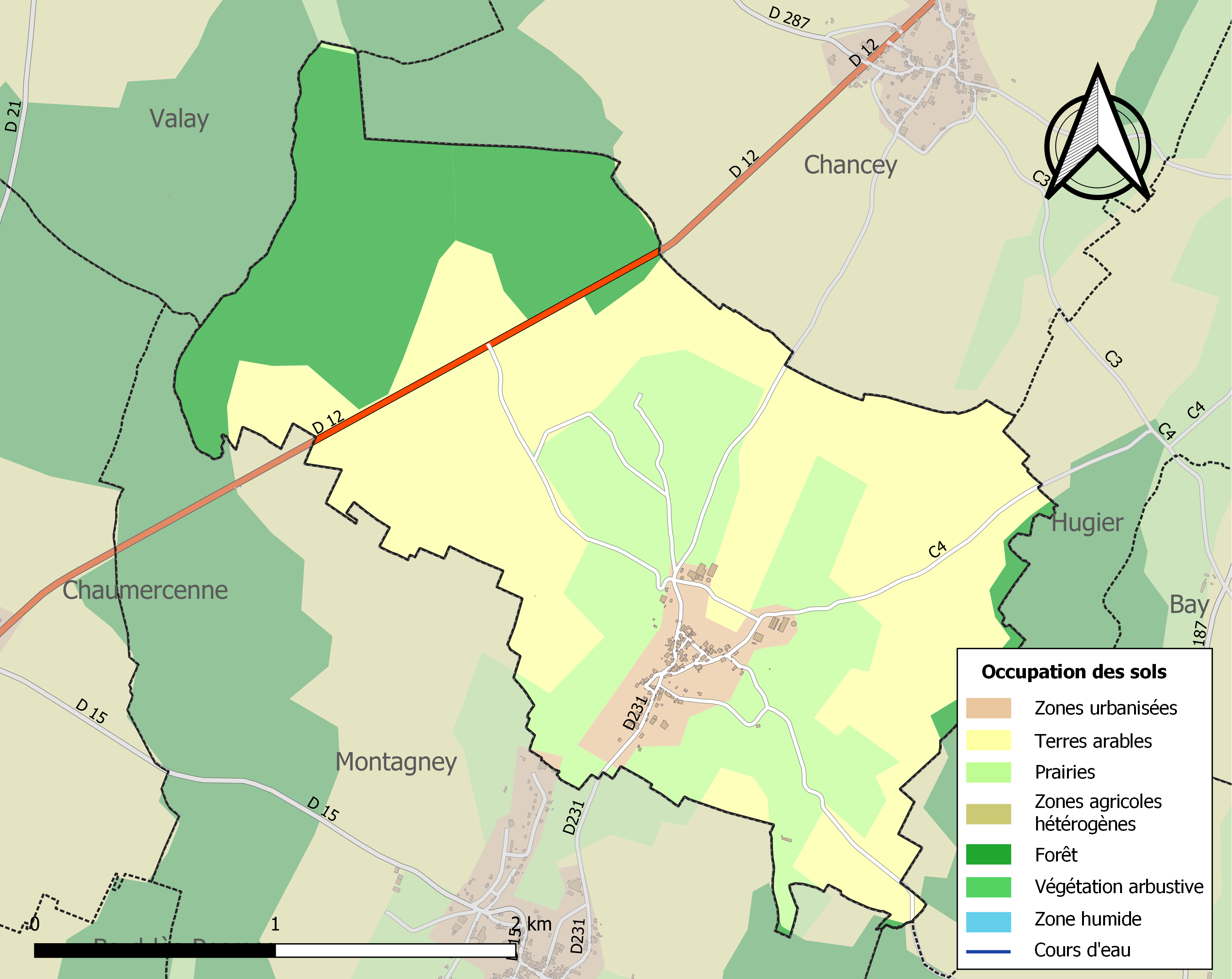
Carte des infrastructures et de l'occupation des sols de la commune en 2018 (CLC).

## Toponymie
Motey est appelé Monasterium, Monastir, Mostir, Mostier dans des chartes de 1084 et 1200. Dans les derniers siècles, on l'a dénommé Motey-sur-l'Ognon, puis Motey-Besuche[réf. nécessaire].

## Histoire
Le village s'est développé autour d'une abbaye[Laquelle ?] fondée vers 650[réf. nécessaire].

## Politique et administration

### Rattachements administratifs et électoraux
La commune fait partie de l'arrondissement de Vesoul du département de la Haute-Saône, en région Bourgogne-Franche-Comté. Pour l'élection des députés, elle dépend de la première circonscription de la Haute-Saône.
Elle faisait partie depuis 1793 du canton de Pesmes. Dans le cadre du redécoupage cantonal de 2014 en France, la commune est désormais rattachée au canton de Marnay.

### Intercommunalité
La commune fait partie de la communauté de communes du val de Pesmes, créée par un arrêté préfectoral du 12 décembre 2002, et qui prenait la suite du Syndicat intercommunal de développement et d’aménagement du canton de Pesmes.
Dans le cadre des dispositions de la loi portant nouvelle organisation territoriale de la République (Loi NOTRe) du 7 août 2015, qui prévoit que les établissements publics de coopération intercommunale (EPCI) à fiscalité propre doivent avoir un minimum de 15 000 habitants (et 5 000 habitants en zone de montagnes), le préfet de la Haute-Saône a présenté en octobre 2015 un projet de révision du SDCI qui prévoit notamment la scission de la communauté de communes du val de Pesmes, dont certaines communes seraient intégrées à la communauté de communes du Val marnaysien et les autres communes à celle du Val de Gray,. Le conseil municipal a approuvé en décembre 2015 le rattachement de la commune à la communauté de communes du Val marnaysien.
C'est ainsi que la commune est désormais membre depuis le  1er janvier 2017 de la communauté de communes du Val Marnaysien.

### Liste des maires
| Période                                  | Période                       | Identité                     | Étiquette | Qualité                                       |
| ---------------------------------------- | ----------------------------- | ---------------------------- | --------- | --------------------------------------------- |
| Les données manquantes sont à compléter. |                               |                              |           |                                               |
| 1830                                     | 1840                          | Pierre-François Longet       |           |                                               |
| 1840                                     | 1843                          | Claude Billet                |           |                                               |
| 1843                                     | 1847                          | Pierre-François Longet       |           |                                               |
| 1847                                     | 1848                          | Etienne Denizot              |           |                                               |
| 1848                                     | 1855                          | Pierre Débiolle              |           |                                               |
| 1855                                     | 1878                          | Félix Beuvain de Beauséjour  |           |                                               |
| 1878                                     | 1881                          | Louis Baussaint              |           | Agriculteur                                   |
| 1881                                     | 1883                          | Charles-Antoine Mougey       |           |                                               |
| 1883                                     | 1888                          | Etienne Denizot-Thiebaud     |           | Agriculteur                                   |
| 1888                                     | 1899                          | Lucien Denizot               |           | Agriculteur                                   |
| 1899                                     | 1910                          | Gaston Beuvain de Beauséjour |           | Ancien capitaine d'artillerie, historien      |
| 1910                                     | 1925                          | Jean-François Jouvenot       |           | Agriculteur                                   |
| 1925                                     | 1945                          | Valentin Jouvenot            |           | Agriculteur                                   |
| 1945                                     | 1953                          | Julien Dalphin               |           | Agriculteur                                   |
| 1953                                     | 1955                          | Charles Geandey              |           | Agriculteur                                   |
| 1955                                     | 1956                          | Julien Dalphin               |           | Agriculteur                                   |
| 1957                                     | 1965                          | Emile Baussaint              |           | Agriculteur                                   |
| 1965                                     | 1971                          | Julien Perrin                |           | Agriculteur                                   |
| 1971                                     | 1989                          | Lucien Jouvenot              |           | Agriculteur                                   |
| 1989                                     | 1997                          | Yves Riou                    |           |                                               |
| 1997                                     | 2001                          | Serge Baussaint              |           | Agriculteur                                   |
| mars 2001                                | mars 2008                     | Paul Jouvenot                |           | Ingénieur                                     |
| mars 2008                                | En cours (au 12 juillet 2023) | Maxime Petigny               | DVD       | Cadre bancaire Réélu pour le mandat 2020-2026 |

## Démographie
L'évolution du nombre d'habitants est connue à travers les recensements de la population effectués dans la commune depuis 1793. Pour les communes de moins de 10 000 habitants, une enquête de recensement portant sur toute la population est réalisée tous les cinq ans, les populations de référence des années intermédiaires étant quant à elles estimées par interpolation ou extrapolation. Pour la commune, le premier recensement exhaustif entrant dans le cadre du nouveau dispositif a été réalisé en 2008.

En 2022, la commune comptait 92 habitants, en évolution de −14,81 % par rapport à 2016 (Haute-Saône : −1,4 %, France hors Mayotte : +2,11 %).
| 1793 | 1800 | 1806 | 1821 | 1831 | 1836 | 1841 | 1846 | 1851 |
| ---- | ---- | ---- | ---- | ---- | ---- | ---- | ---- | ---- |
| 282  | 275  | 320  | 304  | 263  | 258  | 272  | 280  | 321  |

| 1856 | 1861 | 1866 | 1872 | 1876 | 1881 | 1886 | 1891 | 1896 |
| ---- | ---- | ---- | ---- | ---- | ---- | ---- | ---- | ---- |
| 276  | 282  | 252  | 264  | 281  | 232  | 223  | 209  | 185  |

| 1901 | 1906 | 1911 | 1921 | 1926 | 1931 | 1936 | 1946 | 1954 |
| ---- | ---- | ---- | ---- | ---- | ---- | ---- | ---- | ---- |
| 164  | 146  | 136  | 115  | 99   | 101  | 146  | 90   | 98   |

| 1962 | 1968 | 1975 | 1982 | 1990 | 1999 | 2006 | 2008 | 2013 |
| ---- | ---- | ---- | ---- | ---- | ---- | ---- | ---- | ---- |
| 113  | 118  | 99   | 84   | 79   | 85   | 107  | 113  | 112  |

| 2018 | 2022 | - | - | - | - | - | - | - |
| ---- | ---- | - | - | - | - | - | - | - |
| 98   | 92   | - | - | - | - | - | - | - |

## Culture locale et patrimoine

### Lieux et monuments
- L'abbaye aurait peut-être été fondée vers le milieu du VIIe siècle ; mais elle périclita et ne fut bientôt qu'un prieuré dépendant de l'abbaye Saint-Paul de Besançon ; l'église disparut au XVIIe siècle, durant la guerre de Dix Ans ; il ne reste de cette abbaye qu'une petite chapelle dont le portail daté du XIIIe siècle serait le seul vestige de l'ancienne église[23].
- L'église paroissiale Saint-Pierre, située au centre du village, est un édifice doté d'un clocher comtois qui abrite la cloche Gabrielle. Elle a été construite en 1754-1756 par Jean-Charles Colombot, architecte bisontin[24],[25]. Le presbytère date de 1867 et est orné de l'inscription AD SALUTEM ANIMARUM / DONO ET IMPENSIS JJ BENOIT DE VALAY[26].

- L'ancien château seigneurial, restauré, date de 1542, d'après un chronogramme situé sur une fenêtre à meneau de la partie gauche de l'habitation : EN LAN 1542 PAR CB BASTIE, et la date de 1543 sur la tour circulaire. Pour le reste des bâtiments, une nouvelle campagne débute dans la deuxième moitié du XVIe siècle[27].
Les façades sur rue et le mur d'enclos ont été ensuite restaurés au XIXe siècle. Le parc du château date de la fin du XIXe siècle[28].
- Le « Clos de Motey-Besuche », demeure du XVIIIe siècle, est inscrit au titre des monuments historiques en 2012.
- La "Maison du notaire royal - Etienne Terrey" de 1768 est inscrite au titre des monuments historiques en 2015.
- Demeure du XVIIIe siècle[29] : édifice daté de 1787, avec l'inscription "FAIT / PAR MOI / I B / JOUVENOT / DE MOTTEY / BESUCHE".
- Mairie-école du XIXe siècle[30].
- Moulin aux Montées, du XVIIIe  ou du  XIXe siècle[31].
- Maisons et fermes des XVIe  au  XIXe siècle[32].
- Lavoir au fil de l'eau sur le ruisseau de Motey.

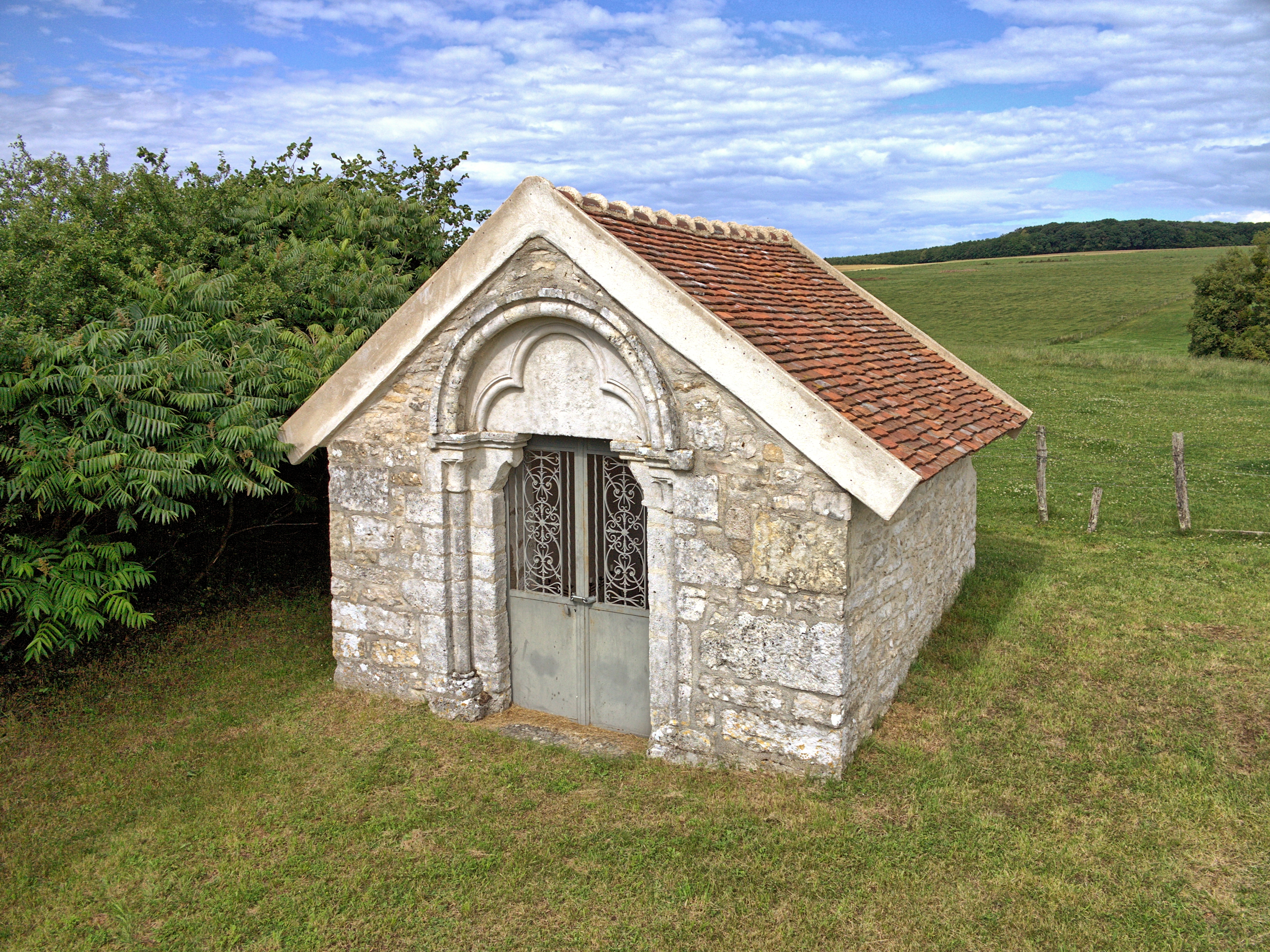
La chapelle de l'abbaye de Besuche.
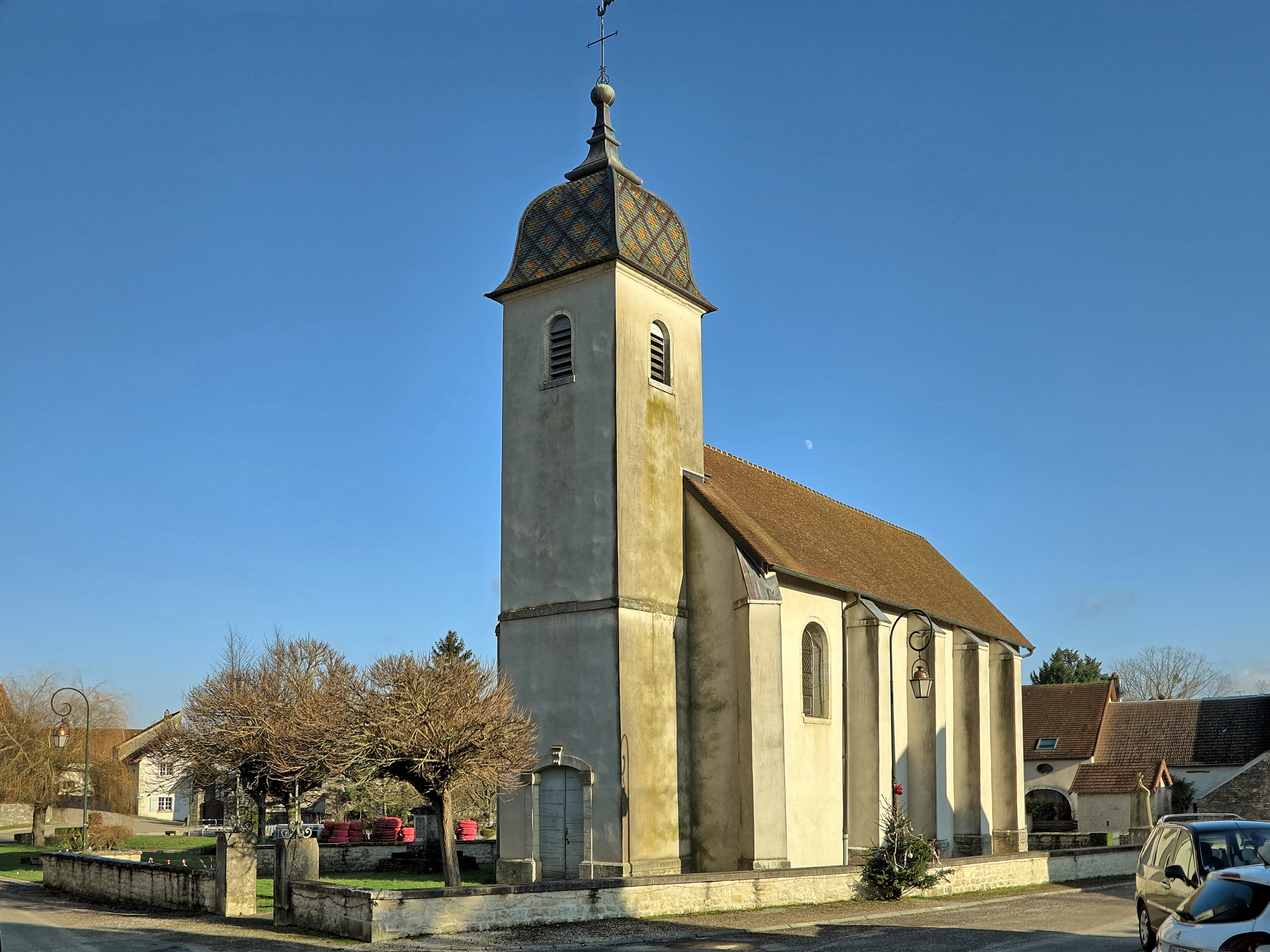
L'église.
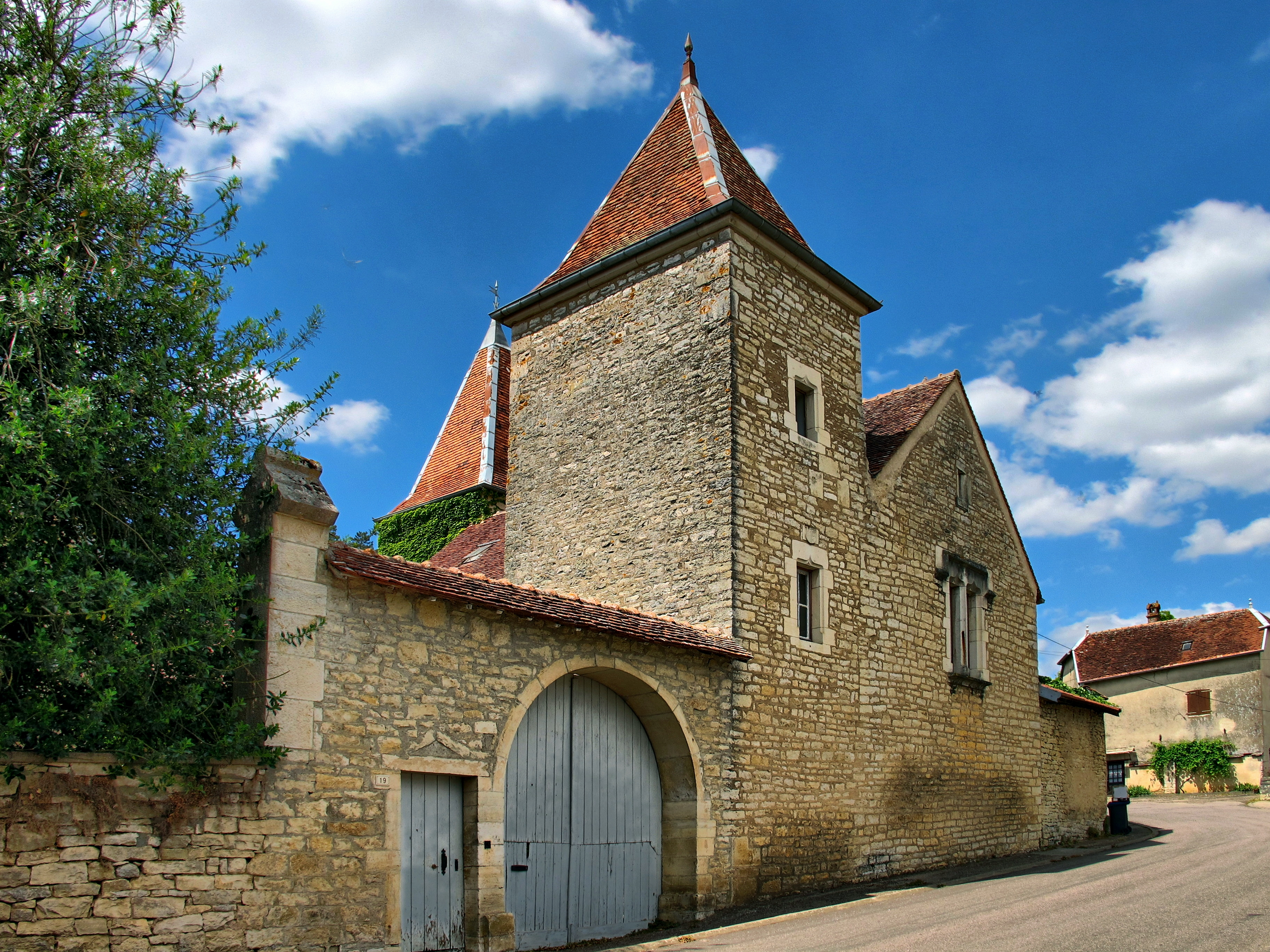
L'entrée du château.
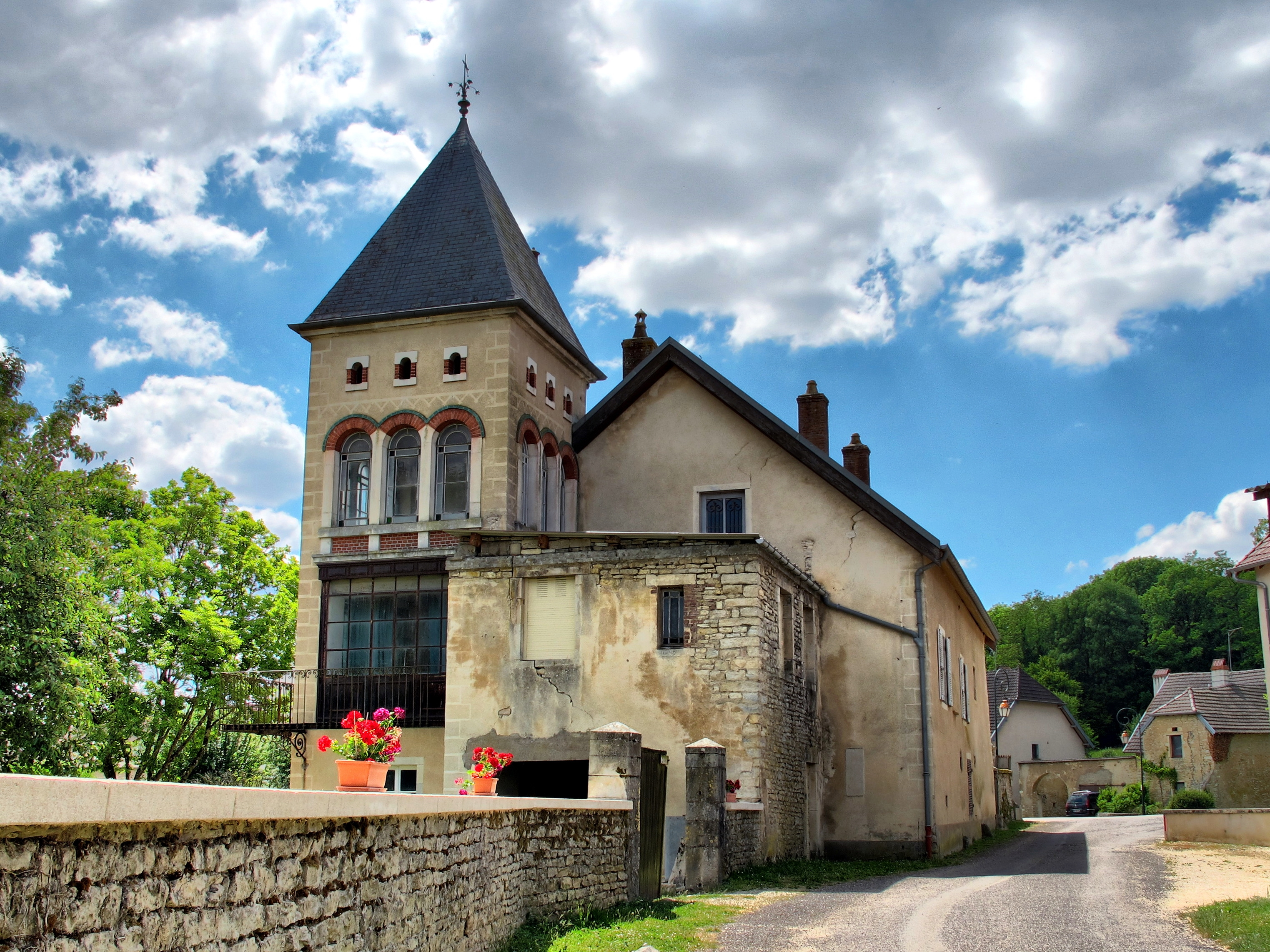
Demeure du XVIIIe siècle.
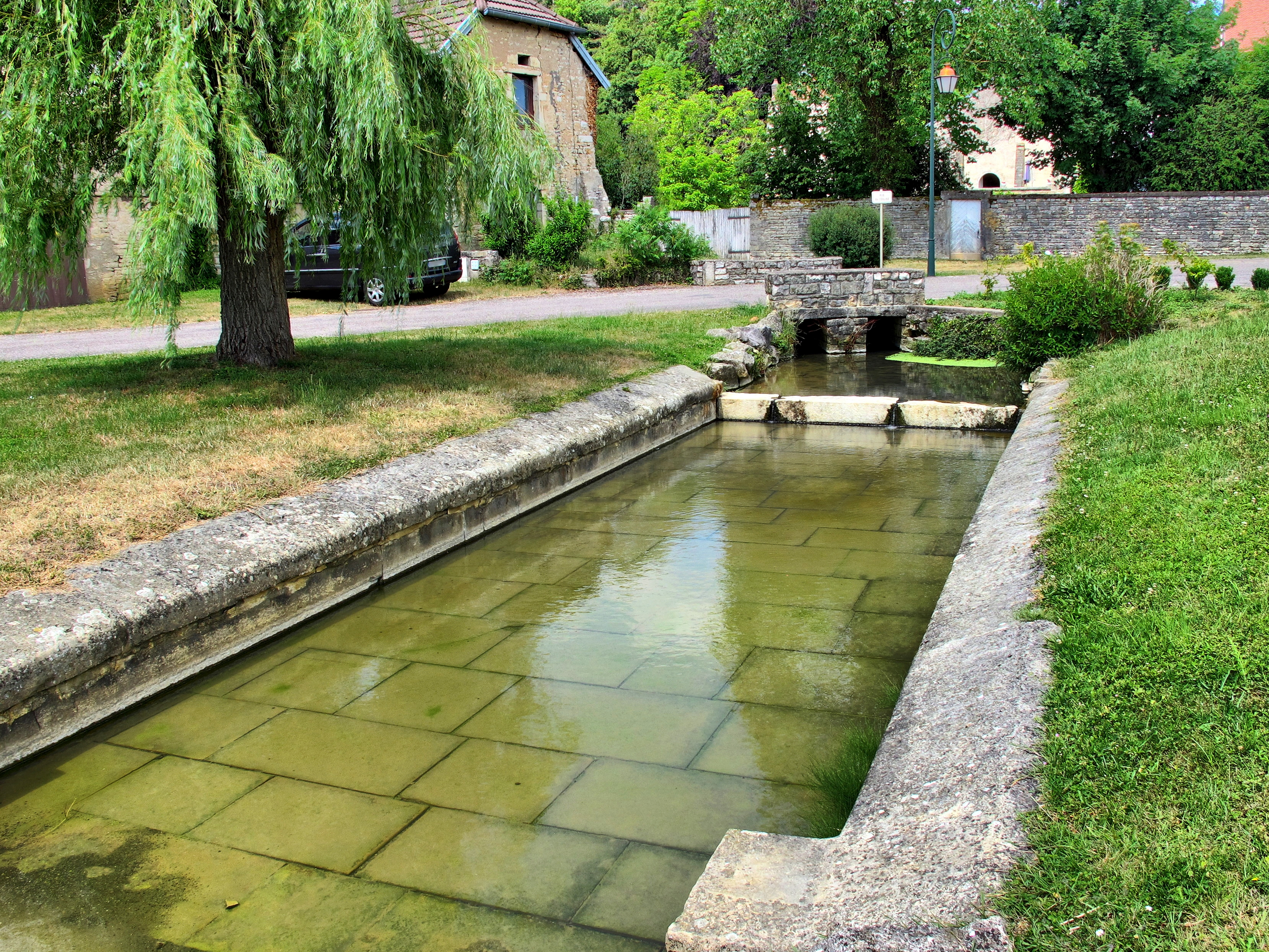
Le lavoir au fil de l'eau.